# März 2016
Portal Geschichte | Portal Biografien | Aktuelle Ereignisse | Jahreskalender | Tagesartikel

◄ |
20. Jahrhundert |
21. Jahrhundert

◄ |
1980er |
1990er |
2000er |
2010er
| 2020er | 2030er | 2040er

◄ |
2012 |
2013 |
2014 |
2015 |
2016
| 2017 | 2018 | 2019 | 2020 | ►

◄ |
Dezember 2015 |
Januar 2016 |
Februar 2016 |
März 2016 |
April 2016 |
Mai 2016 |
Juni 2016 |
►
Dieser Artikel behandelt tagesbezogene Nachrichten und Ereignisse im März 2016.

## Tagesgeschehen

### Dienstag, 1. März 2016
- Ballymena/Vereinigtes Königreich: Auf Antrag der Anklagebehörde wird der Prozess gegen Seamus Dealy, der wegen 29-fachen Mordes beim Bombenanschlag in Omagh, Nordirland, vor Gericht steht, aufgrund zu geringer Erfolgsaussichten eingestellt.[1]
- Tunis/Tunesien: Nach der Zusage Algeriens und Marokkos, in Deutschland abgelehnte algerische und marokkanische Asylbewerber ohne Bleibeperspektive, die sich unter anderem als Syrer ausgaben, schneller wieder aufzunehmen, erklärt sich auch der tunesische Ministerpräsident Habib Essid zur raschen Rücknahme abgelehnter tunesischer Staatsbürger bereit. Dem vorausgegangen waren Gespräche mit Bundesinnenminister Thomas de Maizière.[2]
- Washington, D.C./Vereinigte Staaten: Super Tuesday mit Vorwahlen in Alabama, Alaska (nur Republikaner), Amerikanisch-Samoa (nur Demokraten), Arkansas, Colorado, Georgia, Massachusetts, Minnesota, Oklahoma, Tennessee, Texas, Vermont und Virginia.

## Weblinks

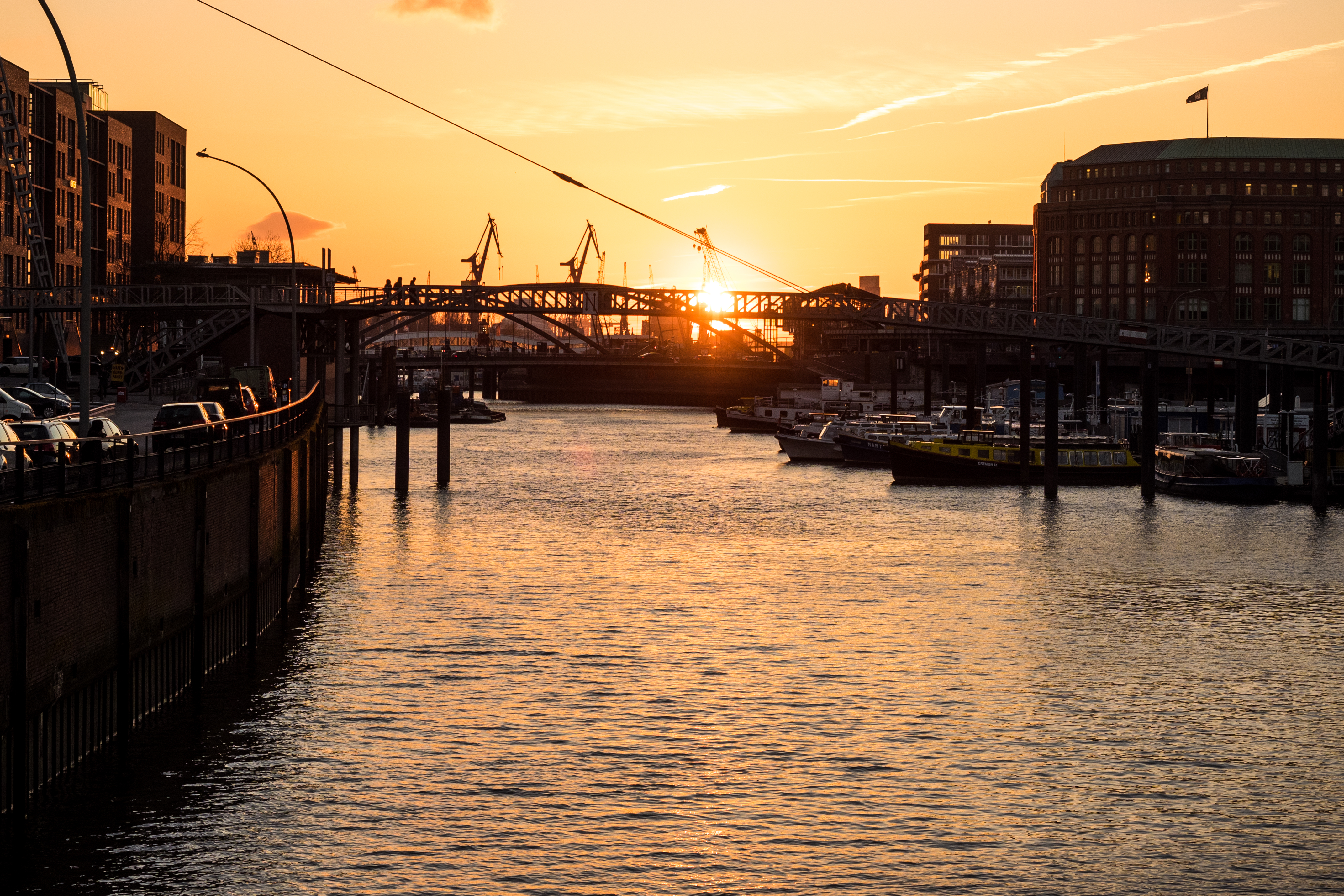
Hamburg im März 2016

### Mittwoch, 2. März 2016
- Qaraghandy/Kasachstan: Nach 340 Tagen auf der Internationalen Raumstation (ISS) kehren der US-amerikanische Astronaut Scott Kelly und der russische Kosmonaut Michail Kornijenko auf die Erde zurück. Die abgeschlossene Jahresmission soll unter anderem die Auswirkungen der Schwerelosigkeit auf den menschlichen Körper über einen längeren Zeitraum aufzeigen und somit Erkenntnisse für eine in Zukunft geplante Reise zum Mars liefern.[3][4]
- Sumatra Barat/Indonesien: Ein Erdbeben der Stärke 7,9 mit Epizentrum in rund zehn Kilometern Tiefe nahe den Mentawai-Inseln erschüttert Teile der indonesischen Insel Sumatra, richtet nach Angaben der Behörden jedoch keinerlei Schäden an. Eine nach dem Beben ausgesprochene Tsunami-Warnung wird nach kurzer Zeit aufgehoben. Konkrete Angaben zu möglichen Todesopfern gibt es vorerst nicht.[5][6]

### Donnerstag, 3. März 2016

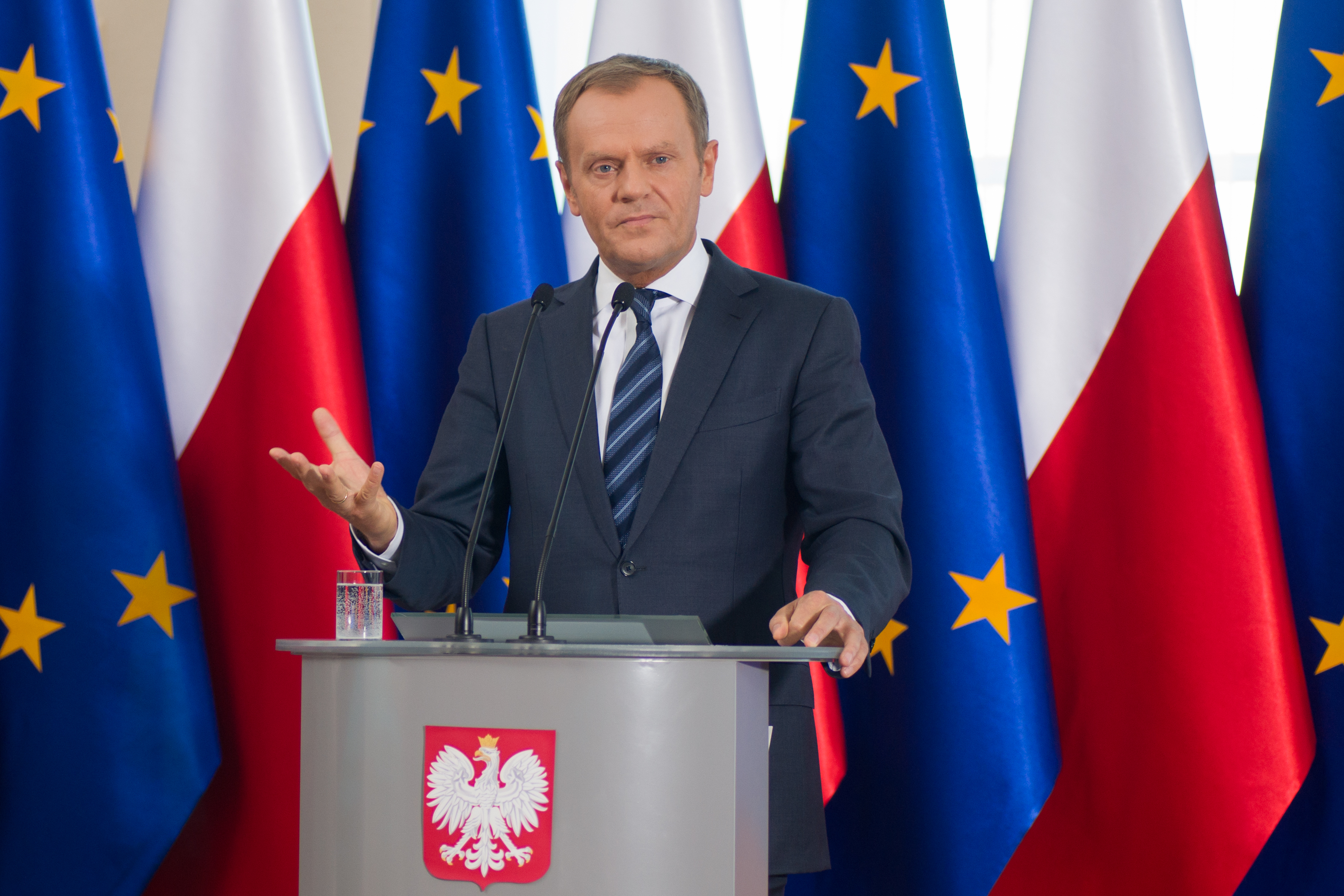
EU-Ratspräsident Tusk warnt Wirtschaftsflüchtlinge vor der Flucht nach Europa

- Athen/Griechenland: EU-Ratspräsident Donald Tusk ruft alle Flüchtlinge, die nur aus wirtschaftlichen Gründen nach Europa einreisen wollen, erstmals offen dazu auf, „nicht ihr Leben und ihr Geld zu riskieren“ und „nicht nach Europa zu kommen“. Zudem erteilt er dem „Prozess des Durchwinkens“ in Europa eine Absage. Hintergrund des Aufrufs war ein Treffen mit dem griechischen Premierminister Alexis Tsipras.[7]
- New York/Vereinigte Staaten: Nach achtjähriger Bauzeit wird der vom spanischen Architekten Santiago Calatrava entworfene Bahnhof des World Trade Centers teileröffnet.[8]
- Wellington/Neuseeland: Beginn des zweiten Flaggenreferendums (bis zum 25. März 2016) über die neue Flagge Neuseelands.

### Freitag, 4. März 2016
- Aden/Jemen: Islamistische Terroristen überfallen ein von der römisch-katholischen Kirche betriebenes Altenheim und töten 16 Menschen.
- Apia/Samoa: Die Parlamentswahlen gewinnt die regierende Human Rights Protection Party (HPRP) haushoch.[9]
- Brüssel/Belgien: EU-Migrationskommissar Dimitris Avramopoulos setzt der griechischen Regierung ein zweimonatiges Ultimatum zum Schutz der Außengrenze der Europäischen Union. Laut Avramopoulos soll der EU-Kommission am 12. Mai 2016 eine Bilanz vorgelegt werden, in welcher der Grenzschutz der Außengrenzen durch Griechenland beurteilt wird.[10]
- Istanbul/Türkei: Türkische Polizeikräfte stürmen das Redaktionsgebäude der regierungskritischen Tageszeitung Zaman, nachdem ein Istanbuler Gericht den türkischen Staat zum Treuhänder dieser ernannt hat. Der Redaktionsleiter Abdülhamit Bilici wird abgesetzt. Die Europäische Union und die Vereinigten Staaten kritisieren das Vorgehen und fordern die Beachtung der in der Verfassung des Landes festgeschriebenen Pressefreiheit.[11][12]
- Zürich/Schweiz: Die Schweizerische Nationalbank (SNB) gibt für 2015 einen Rekordverlust von 23,3 Milliarden Franken (21,5 Milliarden Euro) bekannt. Grund hierfür sei die Aufwertung des Frankens gegenüber dem Euro, der zu wechselkursbedingten Verlusten führte und im Januar 2015 mit der Abwertung des Euro gegenüber dem US-Dollar begründet wurde. Zudem gab es auf den unveränderten Goldbestand von 1040 Tonnen einen Bewertungsverlust von 4,2 Milliarden Franken.[13]

### Samstag, 5. März 2016

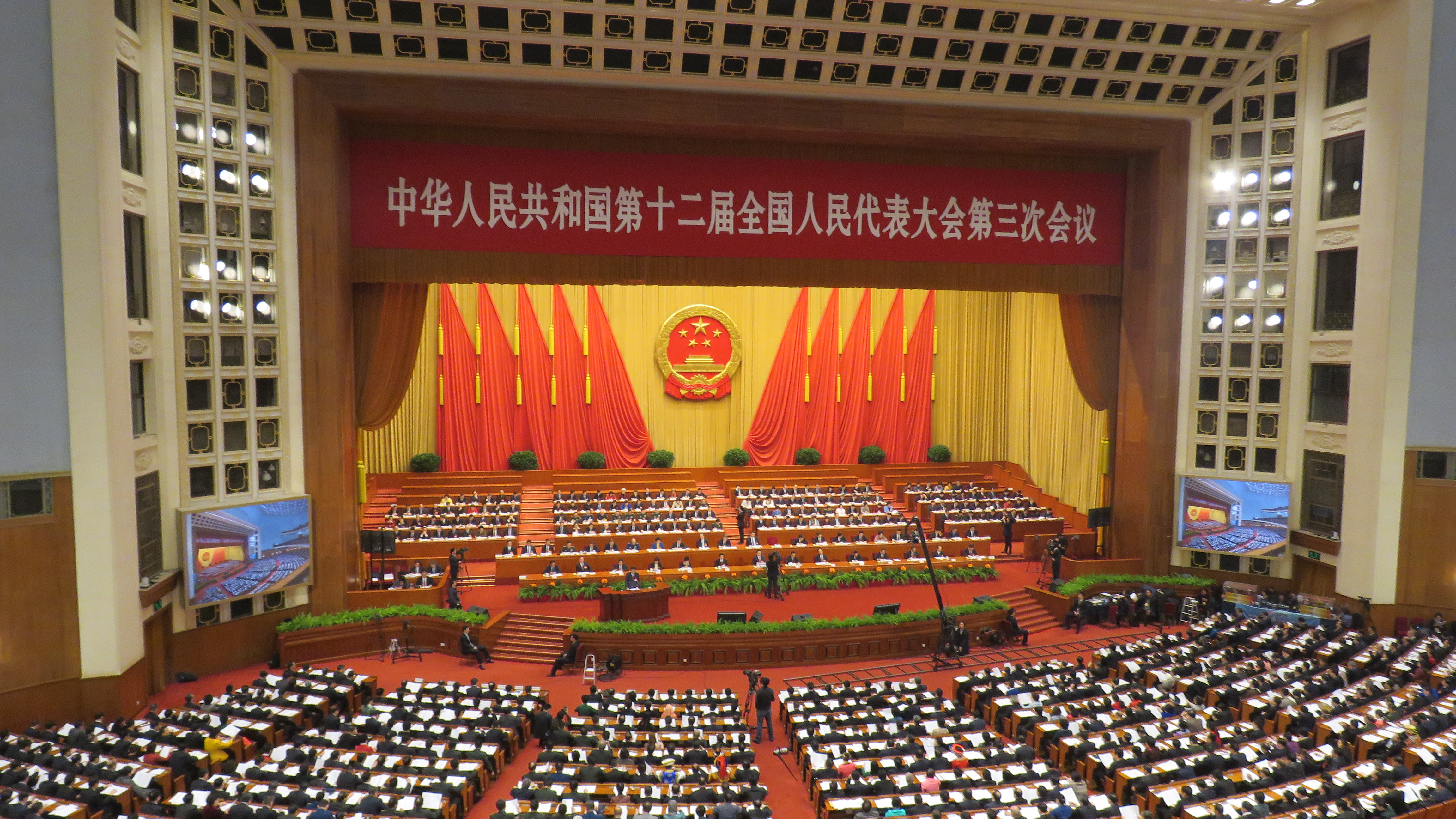
Eröffnung der dritten Sitzung des 12. Nationalen Volkskongresses (NVK) in der Volksrepublik China

- Bangkok/Thailand: Bei der Explosion eines mit Erdgas betriebenen Wassertaxis auf dem Khlong-Saen-Saep-Kanal werden 67 Menschen verletzt.[14]
- Bratislava/Slowakei: Bei den Parlamentswahlen muss die regierende sozialdemokratische Smer erhebliche Stimmenverluste hinnehmen. Unter den acht ins Parlament eingezogenen Parteien befindet sich mit Kotleba – Ľudová strana Naše Slovensko erstmals eine rechtsextreme Partei.[15]
- Peking/China: Zur Eröffnung der dritten Jahrestagung des 12. Nationalen Volkskongresses (NVK) mit fast 3000 Delegierten legt Ministerpräsident Li Keqiang einen neuen Fünfjahresplan vor und senkt die Wachstumsprognose des Landes für 2016 auf 6,5 Prozent. Das Haushaltsdefizit Chinas soll zudem auf 2,18 Billionen Renminbi (Yuán) (umgerechnet 304 Milliarden Euro) ansteigen.[16]

### Sonntag, 6. März 2016
- Aleppo/Syrien: In einem von der syrischen Regierung kontrollierten Teil Aleppos werden bei Raketen- und Mörserangriffen 14 Menschen getötet und über 40 verletzt. Neun Zivilisten sterben im von kurdischen Volksverteidigungseinheiten (YPG) besetzten Norden der Stadt. Aleppo steht trotz der seit dem 27. Februar 2016 bestehenden Waffenruhe zwischen verschiedenen Konfliktparteien immer wieder im Fokus bewaffneter Auseinandersetzungen meist unklaren Ursprungs.[17]
- Hilla/Irak: Bei einem Selbstmordanschlag mit einem Tanklastwagen an einem Kontrollpunkt sterben mindestens 47 Menschen und 65 weitere werden verletzt.[18]
- Istanbul/Türkei: Die Yavuz-Sultan-Selim-Brücke zwischen den Dörfern Garipçe und Poyraz ist fertiggestellt und die dritte Brücke, die den Bosporus bei Istanbul überspannt.[19]
- Jakarta/Indonesien: Fünftes außerordentliches Gipfeltreffen der Organisation für Islamische Zusammenarbeit (OIC) zur Gewalt in den von Israel besetzten Palästinensergebieten und den Status von Jerusalem.[20]
- Porto-Novo/Benin: Erste Runde der Präsidentschaftswahl. Der seit 2006 amtierende parteilose Amtsinhaber Boni Yayi kann nach zwei Amtszeiten nicht wieder zur Wahl antreten.[21]
- Teheran/Iran: Ein Sprecher des Generalstaatsanwalts Gholamhossein Mohseni-Eschei gibt das Verhängen der Todesstrafe gegen den sich seit dem 30. Dezember 2013 in Haft befindlichen Öl-Oligarchen Babak Sandschani und zwei seiner Komplizen bekannt. Sandschani soll Gelder der staatlichen National Iranian Oil Company (NIOC) veruntreut und dem früheren iranischen Präsidenten Mahmud Ahmadinedschad dabei geholfen haben, die internationalen Ölsanktionen gegen den Iran zu umgehen.[22]
- Wiesbaden/Deutschland: Kommunalwahlen in Hessen 2016.

### Montag, 7. März 2016
- Ben Gardane/Tunesien: Ein Angriff libyscher Islamisten auf einen mit tunesischen Soldaten besetzten Militärstützpunkt nahe der Grenzstadt fordert mindestens 45 Tote.[23]
- Brüssel/Belgien: Gipfeltreffen und Sondertagung des Europäischen Rates mit der Türkei zur vollständigen und raschen Umsetzung des Aktionsplans EU-Türkei zur Verstärkung der Zusammenarbeit bei der Flüchtlingshilfe und dem Migrationsmanagement.
- Dhaka/Bangladesch: Die Zentralbank von Bangladesch gibt den Verlust von bis zu 100 Millionen US-Dollar in einem Akt von Cyberkriminalität am 5. Februar 2016 von ihrem Konto bei der US-amerikanischen Federal Reserve Bank in New York City bekannt. Nach Angaben der Nachrichtenagentur AFP erfolgte die Weiterleitung eines Teils der Geldreserven nach Sri Lanka und zu den Philippinen.[24]
- Washington, D.C./Vereinigte Staaten: Das US-Verteidigungsministerium gibt den Tod von bis zu 150 Kämpfern der islamistischen Al-Shabaab-Miliz bekannt. Demnach kommen diese bei einem Luftschlag US-amerikanischer Streitkräfte auf ein Trainingscamp der Islamisten nahe Jowhar am Wochenende ums Leben. Bereits zuvor fliegt die kenianische Luftwaffe weitere Angriffe auf drei Basen der Terroristen nahe Jilib, bei denen nach Militärangaben zahlreiche Milizionäre getötet werden.[25][26]

### Dienstag, 8. März 2016
- Braunschweig/Deutschland: Wegen des Verdachts auf Betrug und Gesetzesverstöße weitet die Staatsanwaltschaft Braunschweig ihre Ermittlungen im VW-Abgasskandal von sechs auf 17 Beschuldigte aus. Der VW-Betriebsrat spricht unterdessen die steigende Gefahr eines Abbaus von Arbeitsplätzen an, der aus den drohenden Strafzahlungen in den Vereinigten Staaten und damit verbundenen Einsparungsmaßnahmen des Volkswagen-Konzerns resultieren könnte.[27][28]

### Mittwoch, 9. März 2016
- Budapest/Ungarn: Innenminister Sándor Pintér verhängt aufgrund der Flüchtlingskrise den Krisenzustand für das Land und beordert weitere Soldaten und Polizisten zur Grenzsicherung. Nach Slowenien und Serbien schließt zudem auch Mazedonien seine Grenzen vollständig für Flüchtlinge.[29]
- Laschkar Gah/Afghanistan: Bei einem Angriff der Taliban auf den Gouverneurssitz in der Provinz Helmand werden mindestens 18 Polizisten getötet.[30]
- Seoul/Südkorea: Das Computerprogramm AlphaGo schlägt erstmals einen professionellen Go-Spieler des höchsten Dan (9p).[31]
- South Tarawa/Kiribati: Die Präsidentschaftswahl in Kiribati 2016 findet statt.
- Warschau/Polen: Der Verfassungsgerichtshof erklärt das am 22. Dezember 2015 von der Sejm beschlossene Gesetz zur Reform und Neuordnung des Verfassungsgerichts für verfassungswidrig. Das von der regierenden Prawo i Sprawiedliwość (PiS) eingebrachte Gesetz hat die Beschlussfähigkeit des Verfassungsgerichts von 13 statt bisher neun Richtern festgesetzt und die Voraussetzung der Rechtswirksamkeit jeder Entscheidung wurde in eine notwendige Zweidrittelmehrheit statt wie bisher eine einfache Mehrheit geändert.[32]

### Donnerstag, 10. März 2016

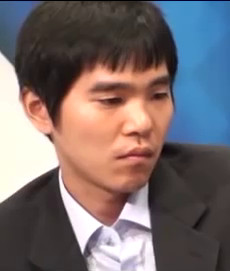
Lee Sedol

- Frankfurt am Main/Deutschland: Um für eine höhere Inflation und wirtschaftlichen Aufschwung zu sorgen, setzt die Europäische Zentralbank (EZB) den Leitzins erstmals von 0,05 auf null Prozent herab.[33]
- Seoul/Südkorea: Das Computerprogramm AlphaGo schlägt auch in der zweiten von fünf angesetzten Partien den Go-Meister Lee Sedol.

### Freitag, 11. März 2016
- Brüssel/Belgien: Die Justizminister der EU-Mitgliedstaaten einigen sich auf eine Verschärfung und Teilerneuerung der Antiterrorgesetze. Die Neuregelungen treten außerdem EU-weit vereinheitlicht in Kraft und sollen so den Kampf gegen den internationalen Terrorismus vereinfachen.[34]

### Samstag, 12. März 2016
- Seoul/Südkorea: Das Computerprogramm AlphaGo schlägt bereits in der dritten von fünf angesetzten Partien den Go-Meister Lee Sedol und erlangt damit den Gesamtsieg.
- Warschau/Polen: Zehntausende demonstrieren in der Hauptstadt gegen den Kurs der regierenden nationalkonservativen Prawo i Sprawiedliwość (PiS), die für ihre geplante Umbildung des Verfassungsgerichts auch in der Europäischen Union unter anderem wegen “Gefährdung der Rechtsstaatlichkeit und Demokratie” in der Kritik steht.[35]

### Sonntag, 13. März 2016
- Ankara/Türkei: Bei einem Autobombenanschlag nahe dem zentral gelegenen Kızılay-Platz sterben mindestens 37 Menschen, über 120 weitere werden teilweise schwer verletzt. Nach dem Anschlag fliegt die türkische Luftwaffe Angriffe auf Stellungen der kurdischen PKK in der Autonomen Region Kurdistan im Irak.[36][37]
- Berlin/Deutschland: Super-Wahlsonntag mit der Landtagswahl in Baden-Württemberg, der Landtagswahl in Rheinland-Pfalz und der Landtagswahl in Sachsen-Anhalt: Die Alternative für Deutschland (AfD) erzielt überraschend durchweg zweistellige Wahlergebnisse. Stärkste Parteien, aber auf Koalitionspartner angewiesen, sind die Grünen (Baden-Württemberg), die SPD (Rheinland-Pfalz) und die CDU (Sachsen-Anhalt).[38][39][40][41]
- Grand-Bassam/Elfenbeinküste: Bei einem Angriff radikaler Islamisten auf drei Hotels des Badeorts kommen mehr als 22 Personen, darunter mindestens vier ausländische Besucher, ums Leben. Unter den Opfern ist auch die deutsche Kulturmanagerin und Leiterin des Goethe-Instituts in Abidjan, Henrike Grohs. Eine Al-Qaida-nahe Gruppierung bekennt sich zu der Tat.[42][43]

### Montag, 14. März 2016

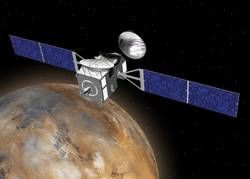
Darstellung des ExoMars Trace Gas Orbiters

- Baikonur/Kasachstan: Die erste Proton-Rakete des von der Europäischen Weltraumorganisation (ESA) in Zusammenarbeit mit der russischen Raumfahrtagentur Roskosmos getragenen Raumsondenprojekts ExoMars startet planmäßig. An Bord befindet sich der ExoMars Trace Gas Orbiter mit dem Lander (Schiaparelli) zur Erforschung von Leben auf dem Mars.[44]
- Reynosa/Mexiko: In der Grenzstadt zu den Vereinigten Staaten kommt es bei einem Großeinsatz von mexikanischen Soldaten und Bundespolizisten zu heftigen Schusswechseln mit Bandenmitgliedern des Golf-Kartells. Dabei kommen mindestens zehn Menschen ums Leben.[45]

### Dienstag, 15. März 2016
- Haddscha/Jemen: Bei saudischen Luftangriffen im Rahmen der Operation Restoring Hope werden mindestens 41 Menschen getötet und 75 weitere verletzt. Getroffen wird auch ein Markt im Distrikt Mustaba im Gouvernement Haddscha.[46]
- Moskau/Russland: Die russischen Streitkräfte in Syrien beginnen mit dem am Vortag von Präsident Wladimir Putin angekündigten Teilabzug der Truppen mit mehreren Kampfflugzeugen. Den Kampf gegen den Terrorismus wolle jedoch Russland fortführen. Die sich im Bürgerkriegsland befindende Marinebasis Tartus wie auch der Militärflugplatz Hmeimim sollen zudem weiter genutzt werden. Russland beteiligt sich seit September 2015 an der Seite des syrischen Präsidenten Baschar al-Assad vor allem mit Luftangriffen gegen den Islamischen Staat (IS) und andere Oppositionsgruppen am Syrien-Konflikt.[47][48]
- Puyo/Ecuador: Bei einer Militärübung in der Provinz Pastaza stürzt ein Transportflugzeug vom Typ Arava im Dschungel ab. Dabei sterben 19 Fallschirmjäger, beide Piloten und ein Mechaniker.[49]
- Uccle/Belgien: Bei einem belgisch-französischen Anti-Terror-Einsatz nahe der Brüsseler Teilgemeinde Forest kommt es zu heftigen Schusswechseln, bei denen ein mutmaßlicher Terrorist ums Leben kommt und vier Polizisten verletzt werden. Zwei weitere Verdächtige sollen nach Razzien festgenommen worden sein.[50][51]

### Mittwoch, 16. März 2016
- Ankara/Türkei: Drei Tage nach einem Selbstmordanschlag in der Hauptstadt ruft Staatspräsident Recep Erdoğan das türkische Parlament dazu auf, die Immunität von fünf Abgeordneten der oppositionellen prokurdischen Halkların Demokratik Partisi (HDP), darunter deren stellvertretende Vorsitzende Selahattin Demirtaş und Figen Yüksekdağ, wegen „propagandistischer Aktivitäten“ aufzuheben. Außerdem kommt es zur Festnahme mehrerer Akademiker und Anwälte, die sich für die verbotene Arbeiterpartei PKK eingesetzt hatten beziehungsweise mit dieser sympathisiert haben sollen.[52]
- Maiduguri/Nigeria: Zwei Selbstmordattentäterinnen töten in einer Moschee im Vorort Umarari rund fünf Kilometer südlich der Hauptstadt Bornos mindestens 22 Menschen und verletzen 14 weitere.[53]
- Peschawar/Pakistan: Bei einem Bombenanschlag auf einen Bus mit Regierungsangestellten werden 15 Insassen getötet und 35 weitere verletzt.[54]
- Puerto Madryn/Argentinien: Das argentinische Küstenschiff Prefecto Derbes (GC-28) der PNA (Prefectura Naval Argentina) versenkt das chinesische Schiff Lu Yan Yuan Yu 010 wegen illegalen Fischfangs in der ausschließlichen Wirtschaftszone vor der Küste Patagoniens. Trotz mehrfacher Aufforderung sei es nicht beigedreht und wurde daraufhin beschossen. 28 Besatzungsmitglieder werden von einem weiteren chinesischen Fischtrawler gerettet. Vier Personen, darunter der Kapitän des Schiffs, werden von argentinischen Sicherheitskräften festgenommen.[55][56]

### Donnerstag, 17. März 2016
- Kobanê/Syrien: Syrische Kurden rufen die „Autonome Region Nordsyrien“ für das im Norden des Landes gelegene Rojava (Westkurdistan) aus. Zu diesem gehören demnach die Enklaven Kobanê, Afrîn und Teile des Gouvernements al-Hasaka. Dominiert wird die Föderation durch die Partei der Demokratischen Union (PYD) und die Volksverteidigungseinheiten (YPG). Dieser Schritt wird international kritisiert und von allen anderen Bürgerkriegsparteien abgelehnt.[57]
- Brüssel/Belgien: Auf einem zweitägigen Gipfeltreffen des Europäischen Rates beraten die Staats- und Regierungschefs unter dem Vorsitz von Donald Tusk über die weiteren Schritte zur Bewältigung der Flüchtlingskrise und über eine Verständigung zum Abkommen mit der Türkei zur vollständigen und raschen Umsetzung des Aktionsplans EU-Türkei.[58]

### Freitag, 18. März 2016
- Brüssel/Belgien: Die Europäische Union und die Türkei einigen sich auf ein Abkommen zur Flüchtlingskrise.[59]
- Molenbeek-Saint-Jean/Belgien: Bei einem Anti-Terror-Einsatz in dem Brüsseler Vorort verhaftet die belgische Polizei den islamistischen Terroristen Salah Abdeslam, der als Hauptverdächtiger der Terroranschläge vom 13. November 2015 in Paris gilt.[60]
- Palmyra/Syrien: Die russische Luftwaffe in Syrien fliegt zur Unterstützung einer Rückeroberungs-Offensive der syrischen Streitkräfte und der Hisbollah mehrere Angriffe gegen Stellungen des Islamischen Staates (IS).[61]

### Samstag, 19. März 2016

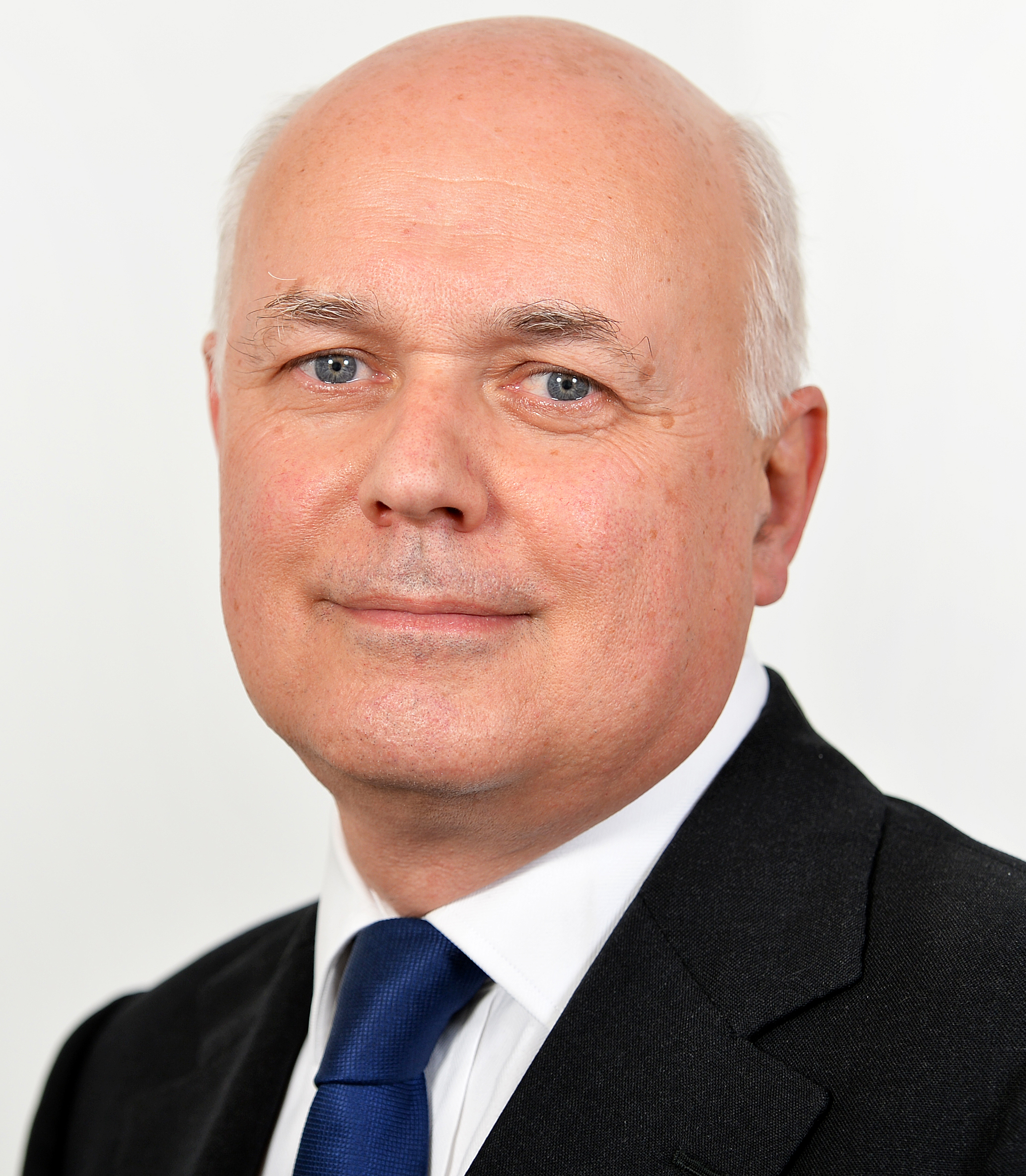
Iain Duncan Smith

- al-Arisch/Ägypten: Bei einem Mörserangriff des Islamischen Staates (IS) auf den Kontrollposten Safa werden 13 ägyptische Polizisten getötet.[62]
- Istanbul/Türkei: Bei einem Selbstmordanschlag in einer Einkaufsstraße im Zentrum der Stadt kommen mindestens fünf Menschen ums Leben, weitere 20, darunter auch ausländische Staatsbürger, werden verletzt.[63]
- London/Vereinigtes Königreich: Der britische Arbeitsminister Iain Duncan Smith tritt zurück. In einem scharfen Brief machte er Finanzminister George Osborne für seine Entscheidung verantwortlich. Er könne dessen Pläne, die Sozialleistungen für Behinderte zu kürzen, nicht mittragen – zumal der Haushalt gleichzeitig gutverdienende Steuerzahler begünstige.[64]
- Machmur/Irak: Bei einem Raketenangriff des Islamischen Staates (IS) auf einen Stützpunkt in der Autonomen Region Kurdistan wird ein US-Marineinfanterist getötet und weitere verletzt.[65][66]
- Peking/China: Staatsbesuch des Bundespräsidenten Joachim Gauck in China.[67]
- Rostow am Don/Russland: Eine Boeing 737-800 der Billigfluggesellschaft Flydubai (Flug 981) stürzt beim Landeanflug auf den Flughafen Rostow am Don ab. Keine der 62 Personen an Bord (55 Passagiere, sieben Besatzungsmitglieder) überlebt den Absturz.[68]

### Sonntag, 20. März 2016
- Astana/Kasachstan: Bei den Parlamentswahlen gewinnt die Partei des Präsidenten, Nur Otan, haushoch.[69]
- Brazzaville/Republik Kongo: Bei den Präsidentschaftswahlen wird Denis Sassou-Nguesso wiedergewählt.[70]
- Dakar/Senegal: Das Verfassungsreferendum wird mit 63 Prozent der Wählerstimmen angenommen. Die Änderungen umfassen mehr Bürgerrechte sowie die Reduzierung der Amtszeit des Präsidenten.[71]
- Dharamsala/Indien: Die Exil-Tibeter wählen im zweiten Wahlgang eine neue Exilregierung. Am 1. April erklärt Lobsang Sangay, erneut zum Ministerpräsidenten gewählt worden zu sein.[72]
- Niamey/Niger: Bei der Stichwahl um das Amt des Präsidenten siegt der Amtsinhaber Mahamadou Issoufou. Die Opposition boykottiert die Wahl.[73]
- Porto-Novo/Benin: Bei den am 23. März veröffentlichten vorläufigen Ergebnissen der Stichwahl um das Amt des Präsidenten setzt sich Patrice Talon mit über 64 Prozent der Stimmen gegenüber seinen Mitbewerber Lionel Zinsou mit 35 Prozent der Stimmen durch. Talon folgt damit ab April 2016 den scheidenden Präsidenten Boni Yayi.[74]
- Poso/Indonesien: Während eines Anti-Terror-Einsatzes gegen die Dschihadistengruppe um Abu Wardah stürzt ein Hubschrauber vom Typ Bell 412EP der indonesischen Streitkräfte ab. Dabei sterben 13 Soldaten.[75]
- Praia/Kap Verde: Die Oppositionspartei Movimento para a Democracia gewinnt die Parlamentswahlen.[76]
- Sansibar/Tansania: Bei den unter schweren Sicherheitsvorkehrungen abgehaltenen Parlaments- und Präsidentschaftswahlen wird Ali Mohamed Shein als Präsident der halbautonomen Insel Sansibar wiedergewählt. Der ursprünglich am 25. Oktober 2015 abgehaltene Wahlgang war wegen Wahlfälschung für ungültig erklärt worden.[77]

### Montag, 21. März 2016
- Den Haag/Niederlande: Der Internationale Strafgerichtshof (IStGH) spricht den ehemaligen Vizepräsident der Demokratischen Republik Kongo, Jean-Pierre Bemba, wegen Kriegsverbrechen und Verbrechen gegen die Menschlichkeit für schuldig. Die von ihm befehligte Bewegung für die Befreiung Kongos (MLC) soll 2002 und 2003 in der benachbarten Zentralafrikanischen Republik zahlreiche Männer, Frauen und Kinder gefoltert und getötet haben. Das Strafmaß wird erst zu einem späteren Zeitpunkt festgelegt.[78]
- Townsville/Australien: Russel Reichelt, Direktor der Marineparkbehörde des Great Barrier Reefs (GBRMPA), löst mit Stufe 3 die höchste Alarmstufe für "regional schwerwiegender Korallenbleiche" aus. Danach sind in den nördlichen Regionen des Great Barrier Reef bis zu 50 Prozent der Korallen betroffen.[79]

### Dienstag, 22. März 2016

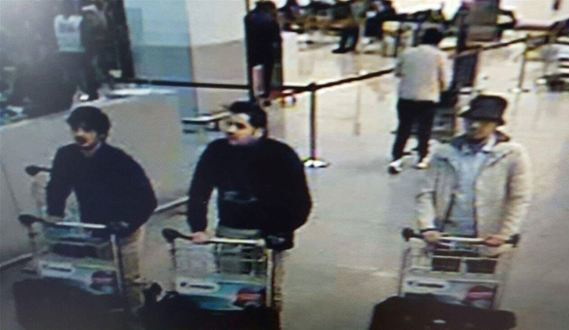
Ein Videoüberwachungsbild der drei mutmaßlichen IS-Attentäter am Flughafen in Brüssel

- al-Mukalla/Jemen: Bei Luftangriffen der US-Streitkräfte auf ein Trainingscamp der islamistischen Organisation al-Qaida auf der arabischen Halbinsel (AQAP) kommen im Distrikt Hajr mindestens 40 Terroristen ums Leben.[80][81]
- Brüssel/Belgien: Bei Terroranschlägen in Brüssel kommen durch mehrere Explosionen in der Innenstadt sowie am Flughafen mehr als 30 Personen ums Leben, andere werden teils schwer verletzt. Die Terrororganisation Islamischer Staat (IS) bekennt sich zu den Anschlägen.
- Garoowe/Somalia: Regierungssoldaten des autonomen Teilstaates Puntland berichten von Anti-Terror-Offensiven im Suuj-Tal bei Garacad und nahe dem Ort Dhinowda in der Region Nugaal. Dabei werden 167 Milizionäre der islamistischen Al-Shabaab getötet.[82]
- Monrovia/Liberia: Nach dem Tod von zwei Menschen durch das Ebolavirus in Guinea schließt Liberia als Vorsichtsmaßnahme die Grenze zum Nachbarstaat.[83]
- Weltall: Der erst im Januar 2015 entdeckte Komet P/2016 BA14 (PANSTARRS) mit einem Durchmesser von rund 110 Metern nähert sich der Erde bis auf eine Entfernung von dreieinhalb Millionen Kilometer. Ein zweiter Komet, der im April 2001 entdeckte 252P/LINEAR, hat die Erde am Vortag in einer Entfernung von rund fünf Millionen Kilometer passiert.[84]

### Mittwoch, 23. März 2016
- Bergkamen/Deutschland: Das börsennotierte Textilunternehmen Steilmann SE, zu der auch mehrheitlich die Adler Modemärkte AG mit Sitz in Haibach gehört, gibt ihre Zahlungsunfähigkeit bekannt und wird einen Insolvenzantrag stellen.[85]
- Rovaniemi/Finnland: Finnland und Russland vereinbaren aufgrund der Flüchtlingskrise für ein halbes Jahr die Schließung der gemeinsamen Grenze zwischen Lappland und der Oblast Murmansk. Nur Finnen, Russen und Weißrussen dürften die Grenzübergänge bei den finnischen Orten Salla und Raja-Jooseppi passieren.[86]
- Şemdinli/Türkei: Die türkischen Luftstreitkräfte greifen erneut Stellungen der kurdischen Arbeiterpartei Kurdistans (PKK) in der Provinz Hakkâri und im Gouvernement Erbil im Irak an. Fünf türkische Sicherheitskräfte sind zuvor bei mehreren Bombenanschlägen der PKK ums Leben gekommen.[87][88]

### Donnerstag, 24. März 2016
- Bagdad/Irak: Die irakischen Streitkräfte beginnen mit der Operation Al-Fatah und unterstützt durch Luftangriffe und Spezialeinheiten der US-Streitkräfte sowie die kurdischen Peschmerga eine Offensive zur Rückeroberung der von der Terrororganisation Islamischer Staat (IS) kontrollierten nordirakischen Stadt Mossul.[89]
- Den Haag/Niederlande: Der Internationale Strafgerichtshof für das ehemalige Jugoslawien (ICTY) spricht den ehemaligen Präsidenten der Republika Srpska in Bosnien und Herzegowina, Radovan Karadžić, wegen Völkermords im Zusammenhang mit dem Massaker von Srebrenica, Kriegsverbrechen und Verbrechen gegen die Menschlichkeit für schuldig und verurteilt ihn zu 40 Jahren Freiheitsstrafe.[90]
- La Jolla/Vereinigte Staaten: Wissenschaftler des J. Craig Venter Institute (JCVI) und der Synthetic Genomics, Inc. (SGI) geben die Schaffung des synthetischen Bakteriums Mycoplasma mycoides JCVI-syn3.0 bekannt. Der Organismus besitzt mit 473 Genen die minimal notwendige Anzahl an Genen, die es benötigt, um alle lebenswichtigen Prozesse durchzuführen.[91][92]
- Moulins/Frankreich: In der Nacht auf Freitag kommen bei einer Kollision eines Kleinbusses vom Typ Mercedes Sprinter mit einem Lastwagen auf der Route nationale 79 nahe der Gemeinde Montbeugny zwölf portugiesische Staatsangehörige aus der Schweiz ums Leben.[93]

### Freitag, 25. März 2016
- Aden/Jemen: Bei drei Selbstmordanschlägen des Islamischen Staates (IS) auf Checkpoints der jemenitischen Streitkräfte im Gouvernement ʿAdan werden mindestens 25 Menschen, darunter 14 Soldaten, getötet.[94][95]
- Bagdad/Irak: Ein Selbstmordattentäter des Islamischen Staates sprengt sich in Al-Asrija bei Al-Iskandariya nach einem Fußballspiel in einer Militäranlage in die Luft. Dabei werden mindestens 30 Menschen getötet und bis zu 60 weitere verletzt.[96]
- Havanna/Kuba: Die britische Rockband The Rolling Stones geben im sozialistischen Kuba ein Open-Air-Konzert auf der Freifläche Ciudad Deportiva, das für rund 450.000 Besucher kostenlos ist. Über 500 Tonnen Equipment mussten zuvor für das Konzert nach Kuba geschafft werden. Es ist das erste Rockkonzert in dem Land.[97]
- Istanbul/Türkei: Der Cumhuriyet-Prozess gegen die Journalisten Can Dündar und Erdem Gül der Tageszeitung Cumhuriyet, die im Mai 2015 über Waffenlieferungen des türkischen Nachrichtendienstes Millî İstihbarat Teşkilâtı (MİT) an Islamisten im Syrischen Bürgerkrieg berichtet hatten, beginnt. Der Prozess soll unter Ausschluss der Öffentlichkeit geführt werden.[98]
- Palmyra/Syrien: Die syrischen Streitkräfte erzielen bei ihrer Offensive gegen den Islamischen Staat mit Unterstützung der russischen Luftwaffe zunehmende Geländegewinne. Ein russischer Offizier wird dabei am Boden getötet.[99]
- Schaerbeek/Belgien: Bei einem Anti-Terror-Einsatz von Armee und Polizei gegen mutmaßliche islamistische Terroristen kommt es bei Razzien zu zwei Explosionen. Ein Mann wird dabei festgenommen. Bereits zuvor kam es in zahlreichen Städten in Belgien, Deutschland und Frankreich zu Verhaftungen von Verdächtigen im Zusammenhang mit den Terroranschlägen am 22. März 2016 in Brüssel.[100][101]
- Sewero-Kurilsk/Russland: Die russischen Streitkräfte verstärken ihre Militärpräsenz auf den von Japan beanspruchten Kurilen-Inseln und geben die Verlegung von landgestützten Seezielflugkörper vom Typ 3K60 Bal (NATO-Code: SS-C-6 Sennight) und K-300P Bastion-C (NATO-Code: SS-C-5 Stooge) sowie kleine Aufklärungsdrohnen vom Typ Eleron-3 bekannt.[102]
- Wellington/Neuseeland: 56,6 Prozent der Abstimmenden stimmen beim Referendum über die zukünftige Flagge Neuseelands für die Beibehaltung der bisherigen Nationalflagge[103]

### Samstag, 26. März 2016
- Santiago de Chile/Chile: Gesundbehörden bestätigen den ersten Fall einer sexuell übertragenen Infektion mit dem Zika-Virus.[104]

### Sonntag, 27. März 2016
- Dublin/Irland: Mit einer der größten Militärparaden in der Geschichte des Landes, Kranzniederlegungen und Schweigeminuten gedenkt Irland des Osteraufstandes gegen die britische Herrschaft vor 100 Jahren.[105]
- Lahore/Pakistan: Die islamistische Taliban-Splittergruppe Jamaat-ul-Ahrar verübt im Gulshan-e-Iqbal-Park nahe einem Kinderspielplatz einen Selbstmordanschlag, bei dem mehr als 70 Menschen getötet und mehr als 300 verletzt werden. Ziel des Anschlages waren Christen, die im Park das Osterfest begingen.[106][107]
- Palmyra/Syrien: Die syrischen Streitkräfte erobern mit Unterstützung der russischen Luftwaffe die vom Islamischen Staat (IS) besetzte Stadt zurück.[108]

### Montag, 28. März 2016
- Kabul/Afghanistan: Ein Anschlag der Taliban auf das afghanische Parlament während einer Sitzung schlägt fehl.[109]

### Dienstag, 29. März 2016
- Larnaka/Zypern: Ein Airbus-A320 der staatlichen Fluggesellschaft Egypt-Air mit 64 Personen an Bord wird auf dem Inlandsflug mit der Flugnummer 181 von Alexandria nach Kairo entführt und landet in Zypern. Die Entführung kann ohne Todesopfer beendet werden.[110]

### Mittwoch, 30. März 2016
- Bukarest/Rumänien: Das Berufungsgericht in Bukarest (Curții de Apel București) verurteilt Ioan Ficior in Abwesenheit wegen Verbrechen gegen die Menschlichkeit zu 20 Jahren Gefängnis. Ficior war in der Volksrepublik Rumänien von 1958 bis 1963 in einer Strafvollzugsanstalt für politische Gefangene in Periprava im Kreis Tulcea tätig. Unter seiner Leitung starben mindestens 103 Gefangene. Die Verteidigung kündigt Berufung vor dem Obersten Gerichts- und Kassationshof (Înalta Curte de Casație și Justiție) an.[111]
- Naypyidaw/Myanmar: Mit Htin Kyaw von der sozialdemokratischen Nationale Liga für Demokratie (NLD) tritt erstmals seit 1962 wieder ein ziviler Präsident das Amt an. Die Parteivorsitzende der NLD Aung San Suu Kyi übernimmt vier Ministerämter, da ihr das Präsidentenamt durch einen Passus der Verfassung verwehrt geblieben ist. Die Streitkräfteführung kontrolliert allerdings weiterhin das Innenministerium mit dem Geheimdienst, das Verteidigungsministerium und das Ministerium für den Grenzschutz.[112]
- San Salvador/El Salvador: Die Regierung unter Salvador Sánchez Cerén ordnet für sieben Haftanstalten für zwei Wochen den Notstand aus, um den Einfluss der Mitglieder der Mara Salvatrucha einzudämmen. Rund 300 inhaftierte Bandenmitglieder werden in ein Hochsicherheitsgefängnis verlegt.[113]
- Stuttgart/Deutschland: Das Oberkommando der US-Streitkräfte in Europa (EUCOM) gibt bekannt, ab Februar 2017 zur Abschreckung eines aggressiven Russlands in Osteuropa und anderswo ein Armored Brigade Combat Team (ABCT) mit rund 4200 Soldaten und mehreren Panzerfahrzeugen rotierend an der NATO-Ostflanke im Rahmen der European Reassurance Initiative (ERI) zu stationieren.[114]

### Donnerstag, 31. März 2016

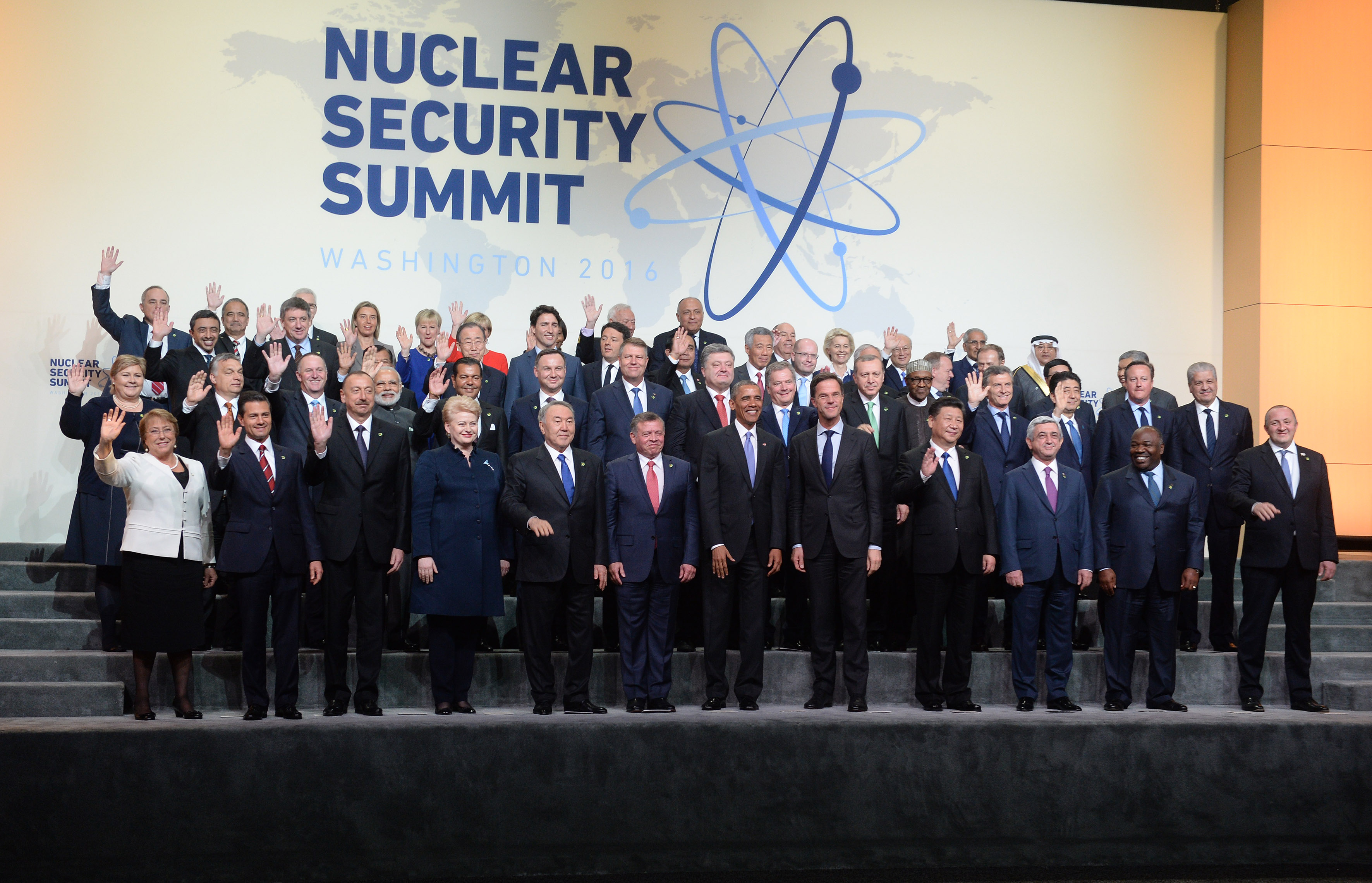
Der vierte Nukleare Sicherheitsgipfel in den USA (Aufnahme vom 1. April 2016).

- Diyarbakir/Türkei: Bei einem Bombenanschlag auf einen Polizeibus werden sieben Polizisten des Dezernats für Sondereinsätze getötet und 27 weitere Personen verletzt.[115]
- Kolkata/Indien; Beim Einsturz der im Bau befindlichen Ganesh-Talkies-Überführungsbrücke am Girish Park sterben mindestens 21 Menschen. 80 weitere Personen werden dabei verletzt. Bis zu 100 weiteren Personen werden durch den Einsturz der Brücke verschüttet.[116]
- Nikosia/Zypern: Nach Inanspruchnahme von insgesamt 6,3 Milliarden der bereitgestellten neun Milliarden Euro des Europäischen Stabilitätsmechanismus (ESM) und einer Milliarde Euro des Internationalen Währungsfonds (IWF) kann die Republik Zypern nach drei Jahren den „Euro-Rettungsschirm“ wieder verlassen.[117]
- Washington, D.C./Vereinigte Staaten: Beginn des vierten und letzten Nuklearen Sicherheitsgipfels. Gastgeber Barack Obama warnt dabei vor den Gefahren eines atomaren Terrorismus und verweist auch auf das Interesse der Terrororganisation Islamischer Staat (IS) an radioaktivem Material.[118]